# Tolombón
Tolombón es una localidad de la Argentina en el sur de la provincia de Salta.
Tolombón se encuentra en el departamento salteño de Cafayate, unos 14 km al sur de la ciudad de Cafayate, con la cual se comunica por la RN 40 y a unos 5 km al norte del límite con la provincia de Tucumán en el centro de los Valles Calchaquíes. Sus coordenadas geográficas son: 26°11′S 65°56′O / -26.183, -65.933.

## Población
Contaba con 255 habitantes (Indec, 2001), lo que representa un incremento del 332,2% frente a los 59 habitantes (Indec, 1991) del censo anterior

## Fisiografía
El entorno actual es semiárido debido a un clima continental con un régimen de precipitaciones que oscila entre los 500 a los 200 mm/años, siendo característicos los cielos despejados y el aire muy puro. Este clima condiciona la existencia de una cubierta vegetal especialmente adaptada: cardones, queñoas, churquis y especialmente tacos o algarrobos criollos, entre las especies alóctonas prospera la vid que resulta la base para la producción de buenos vinos como el blanco (melado) torrontés. Al este de la población se extienden las Cumbres Calchaquíes, al oeste la también muy elevada Serranía del Cajón (o Sierra del Cajón). Por la base del valle discurre el río Yocavil también llamado de Santa María, a cuya vera está la localidad.

## Historia

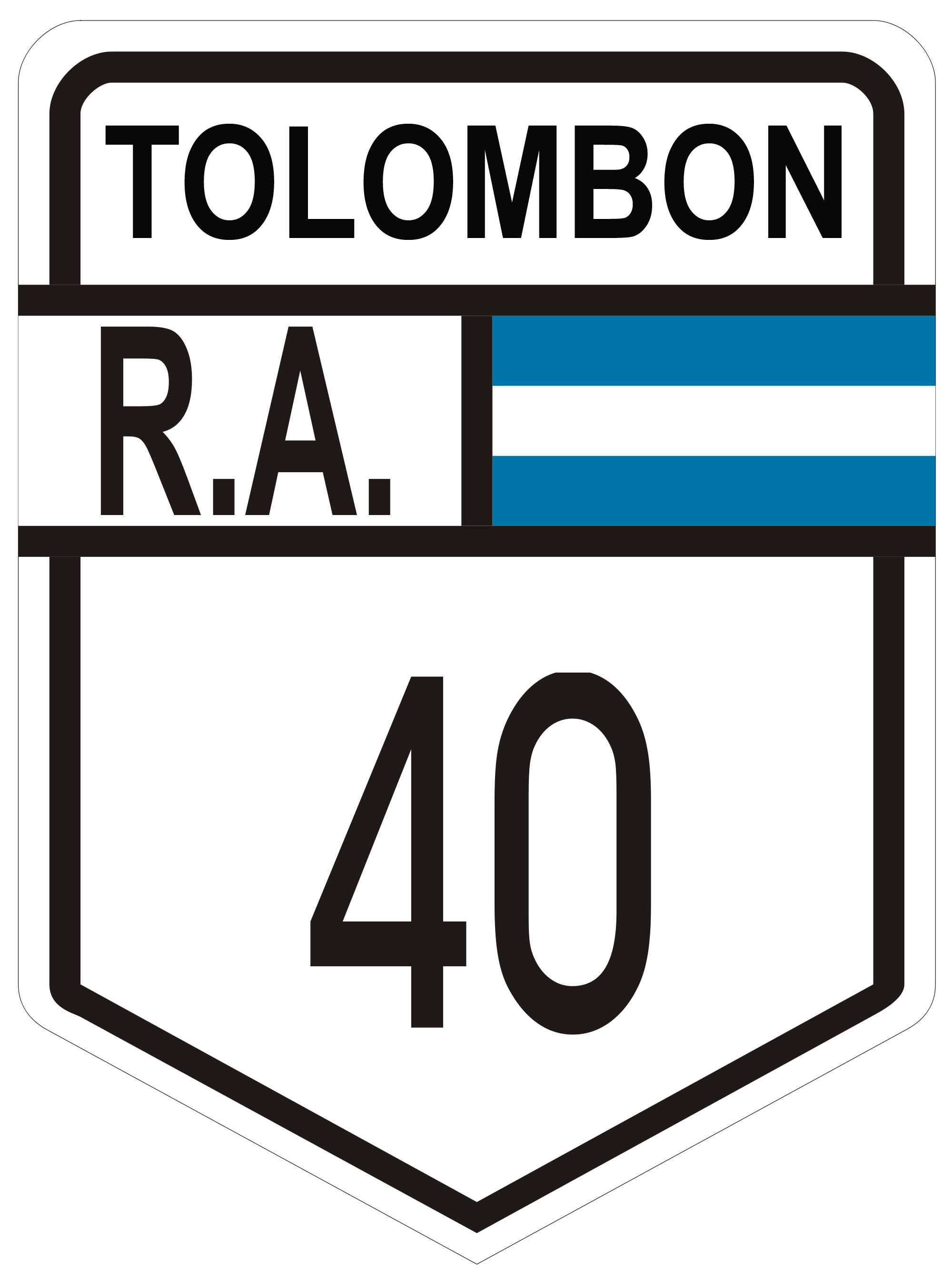
Tolombón forma parte del circuito turístico de la Ruta nacional 40.

Es por su historia que Tolombón resulta particularmente interesante, fue una de las ciudades (pequeñas ciudades) de los diaguitas, en especial la de la parcialidad calchaquí y subparcialidad de los tolombones. Las ruinas de la antigua población prehispánica se encuentran al oeste de la actual localidad, prácticamente al pie de la Serranía del Cajón, en gran medida ocultas por el boscaje de arbustos y árboles. Tales ruinas a primera vista semejan un conjunto de mogotes graníticos, están distribuidas en tres sectores: la ciudad precolombina, el pucará o fortaleza y un conjunto de viviendas semisubterráneas.

La "Tolombón Vieja" fue una población diaguita invadida y ocupada por los incas hacia el 1480. Tras el derrumbe del Tahuantinsuyu los conquistadores españoles rápidamente (en 1535) alcanzaron a Tolombón, en especial durante las entradas de Diego de Almagro y Diego de Rojas, sin embargo los diaguitas pronto expulsaron a los invasores, transformándose esta ciudad en la capital de la resistencia de los calchaquíes, precisamente durante el alzamiento de Juan Calchaquí y el liderado por Pedro Chamijo, más conocido como Pedro Bohórquez o el falso Inca Hualpa; este último transformó a la población en la capital de un curioso y efímero reino, haciéndola fortificar de un modo lo más semejante a las fortalezas europeas del siglo XVII, incluyendo una artillería de cañones fabricados con madera dura. Tras la derrota de los diaguitas-calchaquíes Tolombón Vieja fue debelada hacia 1689 con muchos muertos, reducida a ruinas y con su población superviviente deportada y semiesclavizada en el sistema de encomiendas.
Nota: en el departamento catamarqueño de Santa María, próximo al antiguo pucara (según la pronunciación local) de Fuerte Quemado existe un caserío también llamado Tolombón. En cuanto a la etimología de este topónimo, es dudosa ya que deriva de la hoy prácticamente desconocida lengua cacán, según Pedro Bazán deriva de tola (un arbusto típico de la Puna), lumpo (redondo) y el sufijo aumentativo castellano on.

## Sismicidad
La sismicidad del área de Salta es frecuente y de intensidad baja, y un silencio sísmico de terremotos medios a graves cada 40 años.
- Sismo de 1930: aunque dicha actividad geológica catastrófica, ocurre desde épocas prehistóricas, el terremoto del 24 de diciembre de 1930 (94 años),[2] señaló un hito importante dentro de la historia de eventos sísmicos jujeños, con 6,4 Richter. Pero nada cambió extremando cuidados y/o restringiendo códigos de construcción.[1]
- Sismo de 1948: el 25 de agosto de 1948 (76 años) con 7,0 Richter, el cual destruyó edificaciones y abrió numerosas grietas en inmensas zonas[2][1]
- Sismo de 2010: el 27 de febrero de 2010 (15 años) con 6,1 Richter